# BMW Serie 3
El BMW Serie 3 es una serie de modelos de gama alta del segmento D del fabricante BMW con los cuales la firma alcanza los números de producción más altos. Se han producido durante siete generaciones.
En junio de 1975 se presentó el primer Serie 3 como una actualización técnica de la Serie 02. En mayo de 1981 salió el ejemplar un millón de la línea del Serie 3. El Serie 3 es el vehículo más fabricado de BMW, formando el 30% de las ventas totales anuales de la marca BMW (excluyendo motocicletas) y habiendo vendido más de 15 millones de unidades hasta 2019. El BMW Serie 3 ha recibido múltiples galardones a lo largo de su historia.
La primera generación del Serie 3 estaba disponible únicamente como un sedán 2 puertas, sin embargo el rango del modelo se ha expandido desde entonces para incluir tipos de carrocería sedán 4 puertas, convertible 2 puertas, cupé 2 puertas, un familiar cinco puertas, hatchback 5 puertas ("Gran Turismo") y hatchback 3 puertas. Desde 2013 los modelos cupé y convertible han sido comercializados como el Serie 4, por lo tanto el Serie 3 ya no incluye estos estilos de carrocería.
La versión M del Serie 3, el M3, debutó con el E30 M3 en 1986.

## Primera generación (E21, 1975-1982)
El BMW E21 fue un turismo del segmento D diseñado por BMW para reemplazar a las famosas series 2002 como el 1602, el 2002ti o el 2002 Turbo; típicas de los años 60 y principios de los 70. En 1975, BMW decide lanzar al mercado esta serie de automóviles. Sin embargo, al principio resultó tener poco éxito ya que se adelantó ligeramente a los gustos del momento.
A partir de 1982, esta saga ha continuado su trayectoria a través de la historia del automóvil con vehículos destinados a superar la fama cosechada por su pionero, el E21, que ya contaba con un inigualable pedigrí como es el '02. Este modelo se lo puso muy difícil a sus sucesores que, gracias al tiempo y al progreso, lo superaron.
El diseño del interior del E21 marcó la introducción de un nuevo concepto de diseño: la consola central orientada hacia el conductor. Esta característica se ha convertido en la filosofía de diseño de interiores de BMW durante muchos años. Como un signo de seguridad pasiva, todos los bordes y elementos de control en el interior están redondeados y acolchados.
En la E21 de la liberación, se dispone de tres modelos: la versión 316 (1,6 litros), 318 (1,8 litros) y 320 (2,0 litros) de cuatro cilindros. Mientras que los modelos 316 y 318 tenían solo dos faros redondos, la nueva serie 320 ha querido distinguirse y es por eso que tiene dos modelos de faros.
En el Salón de Fráncfort 1977, BMW dio a conocer sus nuevas variantes de la E21, con el nuevo seis cilindros de los motores M20. El modelo 320 de cuatro cilindros fue sustituido por el 320 / 6, con un 2,0 litros de la versión del motor M20. El 323i se presenta con 2.3 litros y 143 CV (105 kW, 141 CV). La potenciación de este coche permite una velocidad máxima de aproximadamente 190 km / h (118 mph). El sistema de frenado también se ha mejorado con el 323i, con frenos de disco en todas las ruedas.
Durante los años 1979 y 1980, el motor de cuatro cilindros se actualizó. El 1.8 litros de cilindrada fue revisado y entró en el mercado como una potencia de 90 CV y alimentación por carburación para el 316, mientras que la con inyección K-Jetronic de Bosch, arroja 105 CV en la versión 318i.
Dado que ahora hay también espacio para un nuevo modelo básico, el 315, propulsado por un 1.6 litros de 75 CV del motor M10 hizo su aparición en 1981.
- 315, versión económica para la transición al E30.
- 316, inicialmente 1600cc. En 1980 pasa a 1800cc.
- 318, en 1980 es sustituido por el 318i.
- 318i
- 320, en 1978 pasa a seis cilindros.
- 320i, desaparece en 1978.
- 323i

## Segunda generación (E30, 1982-1994)
El E30 se vendió desde 1982 hasta 1991 en versión sedán, y hasta 1993 en versión convertible. El precio de los primeros E30 (18.210 dólares de los EE. UU.) era casi el doble que el de los E21 solo 7 años atrás, pero la disponibilidad de un motor de seis cilindros y el estilo de carrocería de 4 puertas (en 1984) obtuvo ventas. El poderoso "super eta" del 325e producía 121 CV (90 kW) y 24 kgm (233 N m) de par motor, pero cumplía las estrictas normas de emisión de la época. El E30 era el compacto más potente que BMW ofrecía en los Estados Unidos desde el 2002 tii.
La línea se orientó en 1985 hacia el alto rendimiento con los 325i y 325is. A pesar de que el desplazamiento del motor hecho de merengadas se redujo a 2,5 L, la potencia se incrementó hasta los 168 CV (125 kW), pero el par se redujo a 23 kgm (222 N m), ya que la empresa se centró en el rendimiento más que economía. El límite de revoluciones para el nuevo motor ascendió de 5000 rpm a 6500 rpm.
El 325is fue una actualización de la norma 325i, ya que se han añadido nuevas características al coche de serie. Estas incluyen el paquete eléctrico completo, asientos deportivos BMW, techo negro de línea, BMW M-II, kit de suspensión, ruedas de 14 pulgadas BBS y una caja de cambios. Otras características que también se encuentran en el 325is son opciones, sin embargo con el paso del tiempo, algunas se han confundido con características estándar. Estas opciones incluyen un diferencial de deslizamiento limitado (LSD), interior de cuero, techo solar y ruedas de 15 pulgadas BBS. Diferentes opciones en los vehículos producidos en los Estados Unidos.
Una versión con tracción integral, la 325ix, se unió a la alineación para 1986. El cuatro cilindros de 318 se redujo en 1985, pero fue devuelto con un nuevo motor 1.8l DOHC (M42B18) para 1991.
En el final de 1987, BMW presentó la versión de la gira E30. Fue muy popular durante su producción hasta 1994. Estaba disponible con un 1.6, 1.8, 2.0 o 2.5 litros y motor 2.4 litros turbo diésel. La gira 325ix estaba equipado con 4WD.
El más poderoso de América BMW E30 en 1989 llegó en forma de la M3. Se utilizó un 192 CV (143 kW) S14 recto-4, con una válvula de 4-jefe de la adaptación de seis M88 y Bosch de inyección de combustible.
Los modelos comercializados fueron:
- 316
- 316i
- 318i
- 318is
- 320i
- 320is
- 323i
- 324d (diésel)
- 324td (diésel)
- 325e
- 325i
- 325is
- 325ix (4x4)
- M3

## Tercera generación (E36, 1990-1998)
El E36 de la serie 3 de BMW es el nivel de entrada de coches compactos de lujo / ejecutivos. Fue el sucesor del BMW E30 y fue reemplazado por el BMW E46 a partir de 1998 para sedanes, y de 1999 para cupés y cabriolets. Las últimas unidades fabricadas en 2000 de Compact se siguieron vendiendo hasta 2001 en Europa. El E36 se introdujo a finales de 1990 (modelo de 1991) para Europa y de 1992 para el modelo para EE. UU. y Canadá.
El E36 experimentó un enorme éxito en el mercado. Se establecen bases sólidas para el éxito que el BMW E46 tendría en años posteriores.
También conocido como "la forma delfín ", el E36 se vendió desde 1990 hasta 1998. Empleaba el "eje-Z" (suspensión multibrazo en la parte trasera que se había empleado anteriormente en el BMW Z1). Todos los motores utilizados en la gama eran DOHC (Double Overhead Camshaft, es decir, con un doble árbol de levas en la cabeza de los cilindros), y a partir de 1993, con sincronización de válvulas variable (VANOS).
El E36 de cuatro puertas fue vendido a partir del otoño de 1990 en los Estados Unidos, pero los E30 cupé se mantuvieron hasta bien entrado 1992, cuando comenzaron a aparecer los cupé E36. El E36 convertible se retrasó hasta 1994. El Compact se introdujo en 1995, era muy popular en Europa, pero no fue muy exitoso en América del Norte, donde solo se vendió con la motorización 318ti. Este compacto de BMW era idéntico al sedán en la zona delantera, el pilar A. Todo lo demás es único: el salpicadero varía por completo, asemejándose al del E30, y su parte trasera con el brazo de suspensión también sobre la base del antiguo E30, al igual que el Z3 (en lugar del eje del Z1, empleado en todos los demás vehículos de la serie E36).  El "turismo" camioneta se había vendido en Europa desde 1995, pero no se ofrecen en los Estados Unidos.
En 1996 se produjo un restyling a toda la gama. Modificaciones externas e internas, con varios extras ahora de serie, y motores actualizados. El motor más alto de la gama, el 2.5 L M50B25 utilizado en los modelos 325 fue reemplazado en 1996 por el 2.8 L M52B28, con la correspondiente denominación 328. Otro motor de 2.5 L, el M52B25, se volvió a introducir en 1998, pero los coches se vendieron como 323 en lugar de 325.
La versión de 4 puertas de los modelos de la serie 3 fueron sustituidos después de 1998 en los EE. UU., mientras que los modelos de 2 puertas duraron hasta 1999.
Motores gasolina
- 316i
- 318i
- 318ti
- 318is
- 320i
- 323i
- 323ti
- 325i
- 328i
- M3 3.0
- M3 3.2

Motores diésel
- 318td
- 318tds
- 325td
- 325tds

## Cuarta generación (E46, 1997-2005)
Sucesor del E36, dio un gran salto en cuanto a la calidad de interiores, prestaciones, motorización, acabados y líneas curvas en su carrocería. El E46 es la cuarta generación del BMW Serie 3 y supone, en su época de aparición, el primer nivel de acceso a los coches de gama premium de tipo compacto.
La primera versión en aparecer fue la berlina, a finales de abril de 1998 y sustituyó a la E36 berlina del mismo año.
Como novedades iniciales, podemos contar con los nuevos motores de gasolina de 6 cilindros M52TU y de 4 cilindros M43TU. Con el motor diésel de 4 cilindros M47 se incorpora por primera vez en la marca un sistema de alimentación de inyección directa.
Todos los modelos cuentan de serie con ABS, control de tracción ASC+T, control de frenado en curva, sistema de servofreno de emergencia, distribución electrónica de fuerza de frenado y 6 airbags. El sistema de estabilidad DSC inicialmente solo estaba disponible para la versión 328i; más adelante se puso a disposición de todos los modelos como accesorio opcional.
La caja de cambios, inicialmente fue manual de 5 velocidades. A partir del año 2003, los modelos de 6 cilindros se entregaron con caja manual de 6 velocidades. Al mismo tiempo se dispuso como elemento opcional una caja automática Steptronic de 4 velocidades para los modelos de 4 cilindros y de 5 velocidades para los de 6 cilindros. Para los modelos 325Ci y 330Ci también existió la posibilidad de equipar el vehículo con un cambio manual secuencial de 5 velocidades denominado SMG.
Hacia abril de 1999 se presentó el modelo cupé y aproximadamente sobre esa fecha también salió a escena el motor M57. Este motor fue montado inicialmente en la versión berlina, mientras  y hacia octubre de 1999 también comenzó montarse en la versión Touring. Las versiones cupé y cabrio tuvieron que esperar este motor hasta sus versiones "facelift" (lavado de cara) del año 2003.
La versión compact comenzó a comercializarse en junio del año 2001 y la configuración era de 3 puertas.
En junio del año 2000 la familia del E46 fue ampliada para incluir al nuevo M3 Cupé.
El M3 llegó en configuración cupé cabrio en abril del año 2001 con una caja manual de 6 velocidades o la anteriormente mencionada transmisión manual secuencial SMG. A diferencia de su predecesor, el E46 M3 comparten muy pocas partes con el resto de la saga E46: el exterior de los dos automóviles solo comparten las puertas, el techo y el tronco, mientras que el M3 se distingue por las defensas más amplias de estilo "M", los faldones laterales, los espejos, las colas de escape, las tomas de aire laterales, y otros detalles. El interior del M3 fue acentuado con un volante M, asientos específicos, espejo retrovisor y el conjunto de instrumentos.
La gran reforma recibida por el E46 (facelift) se realizó de forma escalonada: en septiembre de 2001 le tocó a la berlina y al touring, mientras que en marzo del 2003 fueron las versiones cupé y Cabrio las retocadas. De forma general, el facelift se tradujo en: rediseño de los faros, parachoques, rejillas delanteras (riñones), DSC de serie para todos los modelos  y un nuevo chasis más rígido (se corrige la fijación del eje trasero al chasis).
La versión compact, tras poco más de 3 años de producción, deja de fabricarse en diciembre de 2004 ya que no pudo alcanzar el éxito de su antecesor y pasó a ser un fracaso de ventas, siendo sustituido por la serie 1.
El resto de versiones fueron desapareciendo paulatinamente
dando lugar a las nuevas versiones:
- En octubre de 2004 desaparece el compact que es sustituido por la Serie 1.
- En marzo del 2005 aparece la nueva berlina E90
- En septiembre del 2005 lo hace el touring E91
- En septiembre del 2006 le toca al cupé E92
- En marzo del 2007 le sigue el cabrio E93
El E46 cosechó enorme éxito en todos los mercados, y ha sido continuamente valorado como el referente en su clase. El año récord para el E46 es de 2002, cuando se vendieron 561 249 vehículos en todo el mundo
Carrocerías:
* Berlina (Limousine)E46/4 de marzo de 1998 - febrero de 2005
* Touring E46/3 de octubre de 1999 - junio de 2005
* Compact (la nomenclatura de sus motores era una "t" delante de la "i" o la "d") E46/5 de junio de 2001 - diciembre de 2004
* Cupé (la nomenclatura de sus motores llevaban una "c" delante) E46/2 de abril de 1999 - junio de 2006
* Cabrio (misma nomenclatura que el cupé) E46/2C marzo de 2000 - febrero de 2007
* M3 (Cupé deportivo) E46/2 de junio de 2000 - mayo de 2006
* M3 (Cupé deportivo Cabrio) E46/2CS abril de 2001 - junio de 2006
* M3 CSL (versión especial del M3) Siglas: Cupé sport lightweight 2003 - 2004
* M3 CS (versión especial con mejoras frente al M3 estándar con inclusiones de csl) Siglas: club sport
* M3 GTR Race Car (versión de competición)
* M3 GTR (versión del coche de competición hecho para la calle) 2001 - 2005

## Quinta generación (E90-E91-E92-E93; 2005-2013)
El E90 es la quinta generación de la serie 3, la cual salió al mercado español en marzo de 2005, y se encuentra disponible en versión berlina (E90), familiar (E91), cupé (E92), y cabrio (E93). Fue completamente rediseñado a partir del E46, incluidos los cambios en los motores, la transmisión, el habitáculo, la suspensión, así como una serie de opciones y características de alta tecnología. El cupé / cabrio es ahora de diseño propio, y ya no deriva de la berlina, a diferencia de sus predecesores, siendo más largo y más estrecho que la berlina. Las principales características incluyen Acceso Confort, faros Bi-Xenón adaptativos, Active Cruise Control, y Dirección Activa. La línea recibió un lifting generacional mediados de 2009.
Actualmente, se ofrecen cuatro opciones de motor, dos de ellas parte de la nueva serie 'N' de motores BMW n línea con una serie de nuevas tecnologías. Las innovaciones tecnológicas, como el uso de aleación de magnesio / aluminio, la bomba de agua eléctrica, el sistema Valvetronic (levantamiento selectivo de válvulas) o el doble VANOS contribuyen a conseguir un ligero aumento en el rendimiento con respecto a su predecesor, y al mismo tiempo un ahorro del 15% en combustible. La serie E9X de BMW también marca la vuelta a la turboalimentación con la introducción del BMW 335. El motor N54 produce 306 CV (224 kW) y 410 Nm de par.
La serie E93 marca una gran primicia para BMW, el techo rígido retráctil.
Las ventas del E90 han sido muy fuertes en Gran Bretaña. En 2007, un registro total de más de 58.000 vehículos fueron vendidos y es el séptimo más popular de coches en Gran Bretaña.
Para el mercado de los EE. UU., los modelos 325i y 330i son alimentados por el mismo motor de 3,0 litros N52, pero el 330i cuenta con ciertas características del motor, software revisado y mejorado y sistemas de admisión y escape específicos para producir 40 CV más de potencia (255 vs 215). En el año 2007 se presenta el modelo serie 3 cupé (E92) con dos motores de actualización para los nuevos modelos 328i y 335i, que marcó un aumento en el poder frente a los anteriores y se convirtió en la oferta disponible para la serie 3 berlina al mismo tiempo. Canadá también recibió una berlina 323i que cuenta con un motor 2.5 gasolina y 200 CV (149 kW), el 323i carece de características y opciones disponibles para los más caros modelos Serie 3, como los faros de xenón, faros antiniebla, climatizador, y los asientos eléctricos ajustables.
Esta Serie (En España) cuenta con la siguiente gama de motores:
- 316i (122 CV, gasolina, 7.7 L/100 km)
- 318d (143 CV, diésel, 5.8 L/100 km)
- 318i (143 CV, gasolina, 7.6 L/100 km)
- 320d (163 CV inicialmente, 177 CV, diésel, 5.9 L/100 km, 184cv LCI)
- 320i (170 CV, gasolina, 7.6 L/100 km)
- 325i (218 CV, gasolina, 8.6 L/km)
- 325d (197 CV, diésel, 6.6 L/km)
- 330d (231 CV inicialmente, 245 CV actualmente, diésel, 6.7 L/km)
- 330i (258 CV, inicialmente, 272 CV actualmente, gasolina, 8.9 L/km)
- 335d (286 CV, diésel, 7.7 L/100 km)
- 335i (306 CV, gasolina, 9.8 L/100 km)
- M3   (420 CV, gasolina)
- M3 GTS (450 CV, gasolina)

Cabe destacar que los siguientes motores pueden incorporar tracción total, conocida en BMW como xDrive, exceptuando la carrocería Cabrio ("E93") que no puede equiparla actualmente:
- 320d xDrive (320xd)
- 325i xDrive (325xi)
- 330d xDrive (330xd)
- 330i xDrive (330xi)
- 340i xDrive (335xi)

## Sexta generación (F30, 2012-2019)
La sexta generación del BMW Serie 3 reemplaza al modelo que comenzó a comercializarse en 2005, debutando en febrero de 2012. Su precio de partida es 29 950 euros, con un motor diésel de 116 caballos. Esta versión es más económica que las equivalentes del Audi A4 y del Mercedes-Benz Clase C, si bien las diferencias no son grandes.
El BMW Serie 3 modelo 2012 ha cambiado mucho respecto al modelo al que reemplaza. BMW ha hecho un coche mucho más cómodo de suspensión, más suave de reacciones y con una dirección que se mueve con menos esfuerzo. Su exterior está influenciado por el F01 Serie 7 y especialmente por el F10 Serie 5.
La gama de motores de este nuevo Serie 3 también tiene cambios importantes. De momento, hay potencias de 116 a 306 CV. En julio de 2012 llegó la variante híbrida (BMW ActiveHybrid 3), tomando como base la versión 335i de 306 CV.
Cabe destacar, que con la llegada del F-30 se suprimió la variante cupé de la serie 3, siendo heredada por la serie 4.

## Séptima generación (G20, 2019-presente)
El BMW G20 es la séptima y actual generación del BMW Serie 3 y fue presentado en el Salón del Automóvil de París el 2 de octubre de 2018 y lanzado en marzo de 2019.

### Desarrollo y lanzamiento
El Serie 3 G20 está basado en la plataforma CLAR de BMW y presenta un incrementado uso de acero de alta resistencia y aluminio. El diseñador en jefe del exterior fue Marc Michael Markfka. El G20 tiene una suspensión de doble horquilla y suspensión multibrazo, con un sistema de amortiguación hidráulico para absorber mejor los impactos.
El G20 tiene una parte inferior de la carrocería plana y cubierta, lo que resulta en un reducido coeficiente de arrastre de 0.26 cd a 0.23 cd en el 320d. Comparado con su predecesor, el G20 es 55 kg más ligero, 85 mm más largo y 16 mm más ancho. El carro retiene su distribución de peso 50:50 y tiene una rigidez corporal 50% más grande. La capacidad del maletero es idéntica a la del F30 con 480 litros.
El parabrisas usa vidro acústico con acristalamiento múltiple y los pilares A tienen insonorización incrementada. El freno de mano ahora se opera electrónicamente y ya no usa una palanca manual. El vuelo sin motor ahora está disponible tanto en los modos de conducción Eco Pro como Comfort, y ambos el motor a gasolina y el diésel reciben filtro antipartículas
En noviembre de 2015 la gerencia de BMW escogió un diseño final de los 3 propuestos, como fue reportado por Auto Bild en octubre de 2015.
El 320d y el M340i están disponibles en variantes tracción trasera y tracción integral (xDrive).
La variante Touring (G21) se lanzó el 12 de junio de 2019.
Una versión M3 está en desarrollo y se espera que se lance en 2020.

### Equipo
El G20 está disponible en paquetes Advantage, Sport Line, Luxury Line o M Sport.
Equipo estándar incluye faros delanteros y traseros full LED, control de climatización automático, faros automáticos y limpiaparabrisas con sensor de lluvia, asientos traseros abatibles 40:20:40 y sistemas de asistencia de conducción como advertencia de mantenimiento de carril y de colisión con intervención de los frenos.
Todos los modelos tienen iDrive 6.0 con una pantalla de 8.8 pulgadas. El sistema puede ser mejorado a un sistema operativo 7.0 con una pantalla de 10.25 pulgadas y un conjunto de instrumentos digital de 12.3 pulgadas. iDrive 7.0 tiene actualizaciones Over-the-air (OTA) para los mapas de navegación y el sistema operativo y presenta un asistente virtual controlado por voz que se puede activar diciendo "Hey BMW". El asistente puede controlar funciones dentro del automóvil y está integrado con Microsoft Office 365 y Skype Empresarial El sistema start/stop usa el sistema de navegación para prevenir apagados de motor innecesarios. 
Parte del equipamiento opcional incluye el BMW LaserLight, una llave con pantalla de BMW, tapas centrales de neumáticos con autoadrizamiento y una alfombra de luz de bienvenida. Un sistema de llave digital permite a un teléfono inteligente bloquear o desbloquear el vehículo usando comunicación de campo cercano y arrancará el motor cuando se coloca en la bandeja de carga inalámbrica. El sistema de asistente de estacionamiento opcional despliega una vista de 360 grados tridimensional del carro y sus alrededores, que también se puede observar remotamente desde la aplicación ConnectedDrive de BMW.
Solo los modelos 318d y 320d están disponibles con transmisión manual de 6 velocidades.
BMW ha implementado de manera controversial una cuota anual por el acceso a Apple CarPlay, una característica incluida en el auto y por la que BMW no paga ninguna cuota anual o gasto recurrente alguno.
En marzo de 2019 en el Salón del Automóvil de Ginebra se presentó el modelo 330e iPerformance, que usa el motor de un 320i y un motor eléctrico de 50 kW, su rango eléctrico máximo es de 60 km. Tiene una batería de 12 kWh junto con un nuevo sistema desarrollado llamado "XtraBoost" que le permite un incremento de potencial temporal desde el motor eléctrico de hasta 30 kW.

### Modelos

#### Motores a gasolina
| Modelo | Año   | Motor                                   | Potencia                                | Torque                                | 0-100 km/h |
| ------ | ----- | --------------------------------------- | --------------------------------------- | ------------------------------------- | ---------- |
| 320i   | 2019– | B48B20 2.0 L I4 turbo                   | 135 kW (181 caballos) a 5,000–6,500 rpm | 300 N⋅m (221 lb⋅ft) a 1,350–4,000 rpm | 7.2 s      |
| 330i   | 2019– | B48B20 2.0 L I4 turbo                   | 190 kW (255 caballos) a 5,000–6,500 rpm | 400 N⋅m (295 lb⋅ft) a 1,550–4,400 rpm | 5.8 s      |
| 330e   | 2019– | B48B20 2.0 L I4 turbo + Motor eléctrico | 185 kW (248 caballos)                   | 420 N⋅m (310 lb⋅ft)                   | 6.0 s      |
| M340i  | 2019– | B58B30 3.0 L I6 turbo                   | 285 kW (382 caballos) a 5,000–6,500 rpm | 500 N⋅m (369 lb⋅ft) a 1,600–4,500 rpm | 4.4 s      |

#### Motores a diésel
| Modelo | Año   | Motor                 | Potencia                          | Torque                                | 0-100 km/h |
| ------ | ----- | --------------------- | --------------------------------- | ------------------------------------- | ---------- |
| 318d   | 2019– | B47D20 2.0 L I4 turbo | 110 kW (148 caballos) a 4,000 rpm | 320 N⋅m (236 lb⋅ft) a 1,500–3,000 rpm | 8.4 s      |
| 320d   | 2019– | B47D20 2.0 L I4 turbo | 140 kW (188 caballos) a 4,000 rpm | 400 N⋅m (295 lb⋅ft) a 1,750–2,500 rpm | 6.7 s      |
| 330d   | 2019– | B57D30 3.0 L I6 turbo | 195 kW (261 caballos) a 4,000 rpm | 580 N⋅m (428 lb⋅ft) a 1,600–3,000 rpm | 5.5 s      |

### Galería
|               |
| Vista frontal |

|               |
| Vista trasera |

|                 |
| Versión M-Sport |

|                                                                             |
| Espacio del maletero (debajo del artillero posterior de la versión M-Sport) |

|                            |
| Firma LED de las calaveras |

|                                               |
| G20 330e, Salón del Automóvil de Ginebra 2019 |

|                                                |
| G20 M340i, Salón del Automóvil de Ginebra 2019 |

|                                                |
| G20 M340i, Salón del Automóvil de Ginebra 2019 |

|                       |
| Panel de instrumentos |

|                 |
| G21 330d xDrive |

|                 |
| G21 330d xDrive |

## Premios y reconocimientos
El Serie 3 ha estado en la lista Ten Best anual de la revista Car and Driver 22 veces, de 1992 hasta 2014, haciéndolo el participante que más ha durado en la lista.
En su revista de diciembre de 2009, la revista Grassroots Motorsports nombró al Serie 3 de BMW como el segundo carro de desempeño más importante construido en los últimos 25 años.

## Carreras
Con el equipo Schnitzer Motorsport, el E36 con motor procedente de e46 320d ganó las 24 Horas de Nürburgring en 1998 siendo el primer vehículo con motor diésel en ganar una carrera de 24 horas.
Andy Priaulx y BMW ganaron el Campeonato Europeo de Turismos de 2004, y su sucesor Campeonato Mundial de Turismos en 2005, 2006 y 2007.
La versión deportiva del Serie 3, el M3, ha competido en numerosas competiciones de gran turismos, entre ellos las 24 Horas de Le Mans, el Campeonato Mundial de Resistencia, la American Le Mans Series y la Rolex Sports Car Series.